# Bilizze
Bilizze (in croato Bilice) è un comune della Croazia di 2 180 abitanti della Regione di Sebenico e Tenin.

## Località
Il comune di Bilizze non è suddiviso in frazioni.